# Municipio de Jackson (condado de Maries)
El municipio de Jackson (en inglés: Jackson Township) es un municipio ubicado en el condado de Maries en el estado estadounidense de Misuri. En el año 2010 tenía una población de 2164 habitantes y una densidad poblacional de 6,6 personas por km².

## Geografía
El municipio de Jackson se encuentra ubicado en las coordenadas 38°12′46″N 91°55′46″O / 38.21278, -91.92944. Según la Oficina del Censo de los Estados Unidos, el municipio tiene una superficie total de 328.02 km², de la cual 324,96 km² corresponden a tierra firme y (0,93 %) 3,05 km² es agua.

## Demografía
Según el censo de 2010, había 2164 personas residiendo en el municipio de Jackson. La densidad de población era de 6,6 hab./km². De los 2164 habitantes, el municipio de Jackson estaba compuesto por el 98,01 % blancos, el 0,32 % eran afroamericanos, el 0,55 % eran amerindios, el 0,05 % eran asiáticos, el 0,05 % eran de otras razas y el 1,02 % eran de una mezcla de razas. Del total de la población el 0,55 % eran hispanos o latinos de cualquier raza.